# Váhovce
Váhovce jsou obec na Slovensku v okrese Galanta. Nachází se na pravém břehu řeky Váh, nejbližším městem je Sereď, vzdálená 5 kilometrů. Obec má více než 2000 obyvatel, většina je maďarské národnosti. V minulosti se zde často vyskytovaly problémy se spodní vodou, kanalizace se začala budovat až v roce 2008.
V obci se nachází římskokatolický kostel sv. Mikuláše z roku 1778.